# Ballysheehy
Ballysheehy est un village d'Irlande dans le comté de Cork.
L’explorateur Jerome J. Collins est inhumé dans son cimetière de Curraghkippane.